# Fernán Ruiz de Castro
Fernán Ruiz de Castro (¿?- Bayona Francia, 1377) fue un noble gallego, III conde de Lemos, Trastámara y Sarria con carácter no hereditario. Hijo de Pedro Fernández de Castro «el de la guerra», primer señor jurisdiccional de Monforte de Lemos y hermano de la malograda Inés de Castro y de Juana de Castro «la desamada», fue una de las figuras gallegas más importantes e influyentes de la centuria del siglo XIV. Adalid de la causa de Pedro I en la guerra civil de Castilla, aparece como insaciable canalizador de las lealtades petristas. Incluso tras la muerte del monarca continuaría con su cruzada hasta el último aliento, ganando a pulso el apodo de «toda la lealtad de España».

## Los Castro

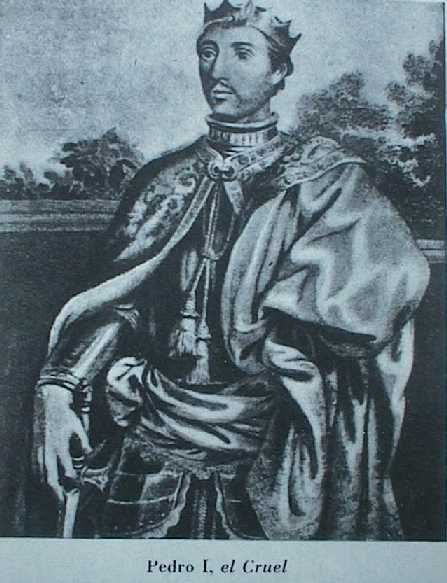
Fernando Ruiz lideró la causa de Pedro I de Castilla (en la imagen) en la guerra civil castellana.

El linaje de Los Castro surgió en la villa burgalesa de Castrogeriz y pertenece, junto a los Lara, Haro o a los Guzmán, y los Aza, a las cinco grandes familias emparentadas con los primeros reyes de Castilla. Una vez la familia pasó a Galicia en el siglo XII, formaron el tronco principal de las casas de Lemos y Sarria. Dominaron Galicia y estuvieron presentes en los hechos más destacados de su historia, así como en la de Castilla y León, destacando en el auxilio prestado a sus monarcas en las campañas de conquista de los territorios musulmanes. El declive de los Trava permitió que poco a poco fueran ocupando su lugar preeminente. 
Fernando Ruiz de Castro nació del segundo matrimonio de Pedro Fernández de Castro «el de la Guerra» e Isabel Ponce de León. Su progenitor destacó a un lado de Alfonso XI en la lucha contra los musulmanes. Como prueba de sus buenos servicios, lealtad y reputación que ostentaba, el rey lo recompensó con la tenencia de importantes títulos y diversas fortalezas, como la de Castro Caldelas (Orense) y la de Monforte de Lemos (Lugo), esta donada en 1332. 
Fernando era el primogénito de cuatro hermanos: Juana de Castro y los bastardos Alvar Pérez de Castro e Inés de Castro. Se vio obligado a tomar las riendas del apellido a una edad muy temprana (apenas contaba con quince años). Así, el testamento de Pedro Fernández de Castro con fecha del 27 de marzo de 1337 en Allariz no deja lugar a dudas: 

E faço meus herdeiros en todos meus herdamentos e bes que houber ho tempo da miña morte a ho dito meu fillo Fernán Ruiz, e hos outros meus fillos e fillas legitimas que houber, que partan os ditos meus herdamentos e bens hirmabelmente etc. E faço cumpridores deste meu testamento ha dita dona Isabel, miña muller, e don Juan do Campo, obispo de León, e Juan Fernandez de Volaño, e ho abbade do mosteiro de Sobrado, e fray Lopo Affonso, doutor, da orden dos pregadores.

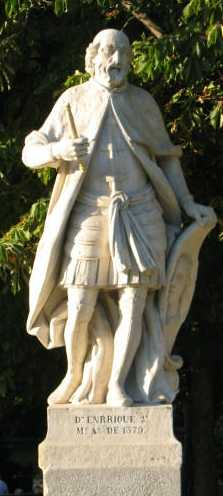
Enrique de Trastámara, vencedor de la guerra civil.

Mas no moriría tras la firma de su testamento, sino en junio de 1343, en el sitio de Gibraltar junto a su rey. Una epidemia de peste que asoló Castilla diezmó el ejército de Alfonso XI, junto al que luchaba el conde gallego. 
Con el fallecimiento del padre comenzamos a tener las primeras noticias a la cabeza de los títulos y mercedes que había ostentado Pedro. Aparece nominado Pertegueiro Mayor de Santiago y su Terra y ratificando en el 1345 unos privilegios que el convento de Sobrado de los Monjes tenía concedidos del rey. Luego, en 1351 Pedro I lo nombraría Mayordomo Mayor del Rei y Alférez Mayor. 
Su filiación a la causa petrista parece, pues, evidente al tenor de las mercedes obtenidas, y enseguida se constituiría como mano derecha del rey, aunque una afrenta a su honor trocaría sus lealtades y acabaría apoyando a Enrique de Trastámara. Con anterioridad lo vemos ejerciendo de testigo en las bodas celebradas en Valladolid entre Pedro I y Blanca de Borbón en 1353. Mas en 1354 la situación cambia: se alzará ofendido en defensa de la honra de su hermana Juana, siendo entonces cuando escuche la llamada del conde de Trastámara.

## La desnaturalización de Don Fernando
El infortunado evento aconteció en Cuéllar, donde residía  Juana de Castro, viuda de don Diego de Haro. Los textos de la época ensalzan su belleza realmente comparable a la de su hermana Inés: 

E era esta Doña Juana mujer bien fermosa e el rey decía que quería casar con ella.

En efecto, el rey, obnubilado por su hermosura, requería los amores de la gallega; esta se negaba aduciendo que el rey estaba ya casado con Doña Blanca. La tenacidad del monarca no se vio menguada y solicitó los testimonios de los obispos Don Sancho de Ávila y Don Juan de Salamanca para que anularan dicho casamiento y había convencido a la hermana del de Castro a que accediera a su deseo. 
Las bodas se celebraron finalmente en la misma villa de Cuéllar, por el obispo de Salamanca. Juana sería esposa por una noche, la de la boda, pero reina hasta su muerte. El rey se irá a refugiar a los brazos de su amante María de Padilla. 

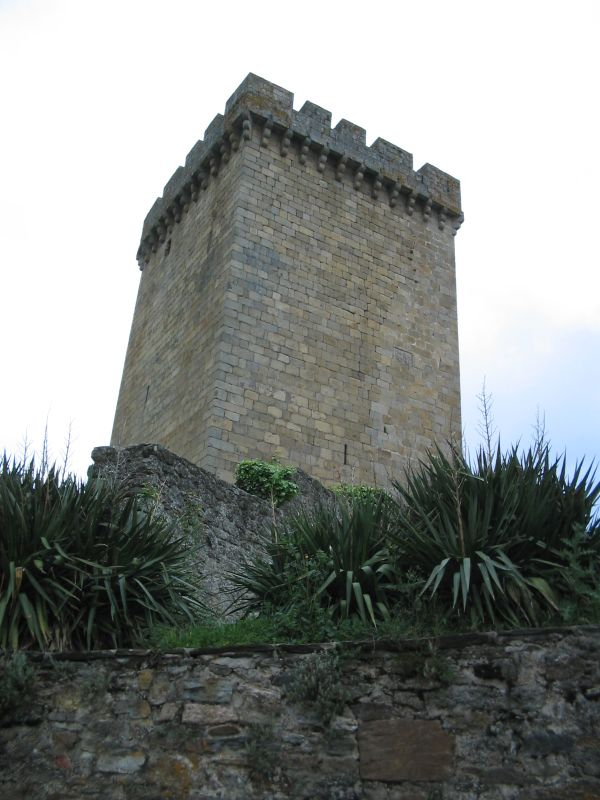
Torre del homenaje, en el Castillo de Monforte de Lemos, perteneciente al linaje de los Castro.

A pesar de que Doña Blanca de Borbón siempre fue considerada la legítima reina, observamos en diferentes documentos firmados por la hermana de Fernando de Castro, cómo se autodenomina reina y esposa del monarca castellano: 

Domna Iohanna pola graça de Deus, reyna de Castella et de León, a qualquer ou quaesquer que por min an de coller oui de recaudar en renda ou en fieldade(...). Dada en o dito moesteiro d`Osseira, viinte et huun dias d`abril era de mille et treçentos et noveenta et çinque annos. Yo Diego Rodrigues la fis escribir por mandado de la reyna.

La ofensa resulta tan grave y tan sentida por el caballero gallego, a la que debemos sumar la acusación que hace en contra de don Pedro, que este lo quiso matar en un torneo celebrado en Valladolid en relación con el casamiento de este con doña Blanca. Fue entonces cuando reunió a su ejército y partió a sumarse a los trastamaristas. Estos lo acogieron sin reparos, ya que tenía nombre, importantes riquezas y Galicia lo seguiría sin dificultades. Tenía, además, merecida fama de excelente luchador. 
El capítulo de la sedición de Fernando de Castro se abrió con los famosos episodios de Salvatierra. Atravesaría la frontera con Portugal, estableciéndose en Monção, en los sucesivos nueve días pasaría la frontera hacia Galicia y ante notario haría pública su desvinculación (desnaturalización) del rey de Castilla por las afrentas citadas anteriormente. A continuación marchará a reunirse con los otros sediciosos: Enrique de Trastámara y Juan Alfonso de Alburquerque. Después de diversas tentativas de llegar a algún tipo de acuerdo con don Pedro y de acoger a los más descontentos, al fin se reunieron en Toro (Zamora); o más bien cabría decir que el rey fue retenido contra su voluntad en la villa por estos caballeros. Allí se repartieron diversos cargos de la corte; el de Castro fue nombrado Mayordomo Mayor. 
Solucionado el percance, reclama también la mano de Juana, hermana del de Trastámara, como le habían prometido, de la cual -según afirma López de Ayala- estaba profundamente enamorado, y a la que había conocido en la Corte, donde esta se había criado. Las bodas se contrajeron en Toro y seguidamente regresó a Galicia acompañado de su esposa.

## Cambio de lealtades
Cabe destacar un aspecto interesante que rodea todo este asunto. El futuro Conde de Lemos apoyó hasta su propia muerte al bando legitimista con un fervor inusitado, que no es propio de un caballero que se vio ultrajado. Abandona Toro sin rendir pleitesía a don Pedro como habían hecho otros caballeros -entre ellos su hermano Alvar Pérez de Castro-, para más adelante aparecer a un lado del rey en los momentos complicados que salpicaron su reinado. ¿Por qué esta actitud del gallego? ¿Qué le hizo cambiar radicalmente de postura? Fernando de Castro conocía la inconformidad del monarca ante su matrimonio, pues de este modo emparentaba con su mayor enemigo. 
Llaguno Amirola apunta que, mediante petición regia, el gallego anuló el matrimonio bajo afirmación de que eran parientes, y la inexistencia de una dispensa papal hacía que cohabitasen en pecado. Don Pedro consiguió de este modo dos importantes ventajas: Por una parte, enemistar a Fernando de Castro y al conde de Trastámara, y por otra acercarlo a su seno. 
Asimismo hay autores que defienden que las intenciones del gallego estribaban solamente en que el rey había recapacitado y percatado del error cometido en su persona. En ningún momento se le pasó por la cabeza la idea de destronar a don Pedro. Su lealtad permaneció intacta a pesar de todo, y tal vez, cuando conoció los planes del conde de Trastámara y sus aliados, decidió desvincularse de tal empresa. Por lo que tampoco sería descabellado que esta había sido una razón de peso para la anulación del matrimonio con Doña Juana. 
Entre 1357 y 1366 poco sabemos de Fernando de Castro. Ayala solo le hace unas parcas referencias. 
De todas maneras, los Castro comenzaron enseguida a recibir de la corona cuantiosas dádivas, cargos y tierras en honra de su inestimable ayuda y lealtad. Recibieron el condado de Trastámara arrebatado a don Henrique; también en 1360 recibió el título de Alférez Mayor de las tierras de Sarria, San Julián y Otero de Rey. 
Con la intención de que el linaje tuviera descendientes legítimos, el rey don Pedro le ofrece la mano de Leonor Enríquez, II señora de Melgar de Yuso, Villalba de los Barros, Lahiguera, Jódar, y Nogales, única hija de Enrique Enríquez el Mozo de su segundo matrimonio con Urraca Ponce de León, y emparentada por línea directa con el rey Fernando el Santo. Tuvieron un único hijo, Pedro de Castro y Enríquez, Ricohombre, que vendió a Nogales, y no heredó la casa de su padre porque se la confiscó el Rey Don Enrique II.
Una de las pocas menciones que se hace del de Castro en esos años aparece en relación con la batalla de Araviana (1359), en las faldas del Moncayo, entre el ejército de Pedro I y otro comandado por sus hermanos Enrique de Trastámara y  Tello que estaban al servicio de Pedro IV de Aragón «el Cerimonioso». El ejército castellano sufrió un durísimo descalabro y Fernando de Castro se vio en el deber de huir picando espuelas y sin poder evitar que su alférez mayor, Gonzalo Sánchez de Ulloa, pereciese en la contienda donde estaba como frontero del rey.
La década de los sesenta se presentó complicada para Pedro I. Por el contrario, el de Trastámara iba paulatinamente ganando adeptos y su avance por el reino castellano asemejaba imparable. A pesar de la bravura esgrimida por el gallego en 1364 ante los muros de la ciudad de Valencia, nada pudo hacer para evitar un grave hundimiento militar. En 1366 Enrique avanzaba junto con las temibles Compañías Blancas mandadas por el bretón Bertrand du Guesclin, dominando a todo aquel que se interponía a su paso.

## La guerra civil se traslada aGalicia

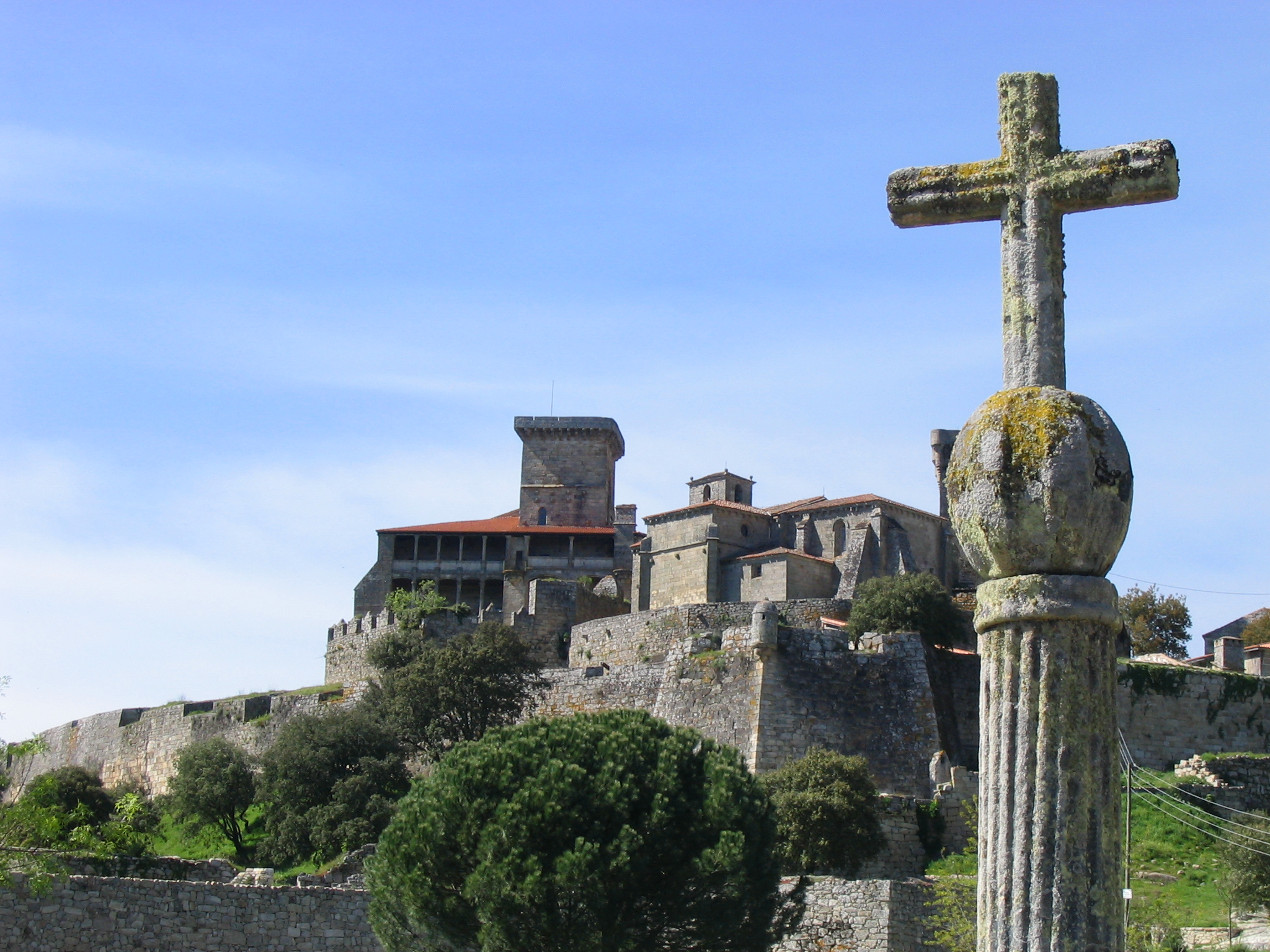
Castillo de Monterrey donde se reunieron los partidarios petristas.

Amparado tras los muros de Sevilla, Pedro I se encontraba cada vez más solo, y enseguida se enteró de que Galicia se mostraba como la respuesta idónea. Don Pedro decidió entonces reunirse con Fernando de Castro y otros gallegos leales en junio de 1366 en Monterrey (Verín). En el castillo de esta villa se trataron muchos temas de interés y se discutieron diferentes planes de acción.
La flor y nata del petrismo estaba allí reunida: El incombustible Fernando de Castro, el coruñés Juan Fernández de Andeiro, Men Rodríguez de Sanabria, Gómez Gallinato y Fernán Pérez de Deza «de los Churruchaos», entre otros. También acudió Suero Gómez de Toledo, arzobispo de Compostela, sobre cuya mitra planeaba la sospecha de la traición, pues según parece simpatizaba con Enrique y había osado mandar asesinar a un caballero de los Deza que había pretendido echarle en cara su preferencia en la disputa dinástica. El arzobispo era consciente de la manía que los Churruchao le guardaban y a cuyo objeto llegó a Monterrey escoltado por un numeroso contingente. 
En la reunión se acentuó la belicosidad de la nobleza gallega: su idea constante consistía en presentar batalla con un ejército gallego a las tropas enriqueñas en tierras zamoranas. La defensa de esta alternativa contaba con el apoyo del maestre de la Orden de Alcántara y, cómo no, del cabecilla de la nobleza galaica Fernando de Castro. Pero el canciller Mateo Fernández dudaba de la viabilidad del proyecto: no se fiaba de la eficacia de los soldados gallegos lejos de sus montañas. 
El rey no se atrevía a tomar una decisión que necesitaba llegar a la mayor brevedad. Finalmente desestimó la opción de los gallegos, aferrándose a una factible ayuda inglesa. El puerto de La Coruña vería partir, hacia la Francia ocupada por los ingleses, a don Pedro junto sus hijas y el mermado tesoro real, aunque antes tendría lugar un lance que mancharía si cabe aún más la imagen del monarca; hablamos, claro está, del asesinato de Suero Gómez de Toledo, arzobispo de Santiago de Compostela. 

### Asesinato de un Arzobispo
De este hecho podemos entresacar tres teorías que cambian por completo la tradicional percepción que sobre dicho asesinato siempre se tuvo: 
- En primer lugar debemos presentar la tradicional idea que sobrevuela el trágico fin del arzobispo compostelano. Don Pedro, ante las simpatías del eclesiástico hacia Enrique, ordena impunemente su ejecución inmediata:

E mandó el rey a Fernán Pérez Churruchao, e a Gonzalo Gómez Gallinato, dos caballeros de Galicia que querían mal al arzobispo, que le estoviesen esperando con veinte de caballo a la puerta de la cibdad, e que le matasen; e ellos ficieronlo así (...) e allí finó delante del altar de Santiago. E el rey estaba ese día encima de la iglesia, donde veía todo isto: e tomó al arzobispo todo quanto avía...
Palabras del cronista Pero López de Ayala, que militará en el bando trastamarista. La propaganda de este ilustre personaje será ardua y numerosa. 
- Una segunda teoría acusa al propio Enrique de Trastámara como el autor de la orden de dar muerte al prelado. Se basará este razonamiento en dos puntos:

1.- Don Pedro en ningún momento hace alarde o mención del hecho, algo extraño, ya que siempre hizo gala de una sinceridad brutal cuando se trataba de este tipo de asuntos.
2.- Con motivo de desacreditar una vez más al rey.
- Y finalmente una tercera vía podría sugerir que ambos caballeros, Churruchao y Gallinato, actuaron por su cuenta bajo el desconocimiento del rey, movidos por la profunda aversión que sentían hacia el arzobispo. Ayala habla de esta malquerencia: ...dos caballeros de Galicia que querían mal al arzobispo... Esta malquerencia tiene su origen en una mujer de la que estaban enamorados el arzobispo y Fernán de Churruchao, y que estaba casada con Alfonso Suárez de Deza. Muerto el esposo a manos de los soldados arzobispales y ocupadas por éste ciertas tierras del fallecido, la despechada mujer conspiraría con el Churruchao para acabar con la vida de don Suero. Esta última teoría, con mucha raigambre popular, daría lugar al verso:

"Pertiño da Rúa Nova,
Na Rúa da Balconada,
mataron un Arcebispo
por ciúmes dunha dama".
("Cerca de la Calle Nueva,
en la Calle de la Balconada
mataron a un Arzobispo,
por celos de una dama"'').
(Anónimo)

## Fernando de Castro, adalid del petrismo
Tras la muerte del arzobispo, Fernando de Castro recibió todas las fortalezas de la mitra compostelana, también en Santiago recibirá el título de  Conde de Lemos y los de Adelantado de Galicia y León. Con Pedro I en la Bayona francesa, el conde de Lemos se convirtió en cabeza de la lucha petrista y en el regente del trono, regencia que indica la suma confianza del rey en la lealtad del gallego. En seguida comenzó a hostigar a los partidarios de don Enrique en Galicia. Las calles enseguida recibieron ayuda del propio rey a la cabeza de un ejército. Este tomó gran parte de Galicia obligando a Fernando de Castro y a los suyos a refugiarse tras las murallas de Lugo. El duelo entre Castro-Andrade (Fernán Pérez de Andrade, importante partidario gallego del de Trastámara) no se hizo esperar, y durante dos meses el Conde de Lemos frenó las embestidas enemigas y defendió con gallardía la ciudad. Una vez más y contemplando la imposibilidad de triunfar en aquella lid, Enrique optó por echar mano de la diplomacia y convencer a Fernando de la conveniencia de unirse a su bandera. Fernando de Castro se negó. 
No obstante, llegaron a un acuerdo: Enrique le ofreció la posibilidad de rendirse, siempre y cuando fuera en los siguientes cinco meses, y hasta el día de Pascua de Resurrección como fecha límite, don Pedro no acudía a su auxilio, incluso si aceptaba rendirle pleitesía respetaría los títulos y privilegios que su hermano le había concedido. Fernando se comprometió también a no atentar contra Enrique y sus partidarios mientras el plazo pactado permaneciese vigente. Después de esta negociación, Enrique abandonó Galicia y se dirigió a Burgos. 
Las noticias de la reunión de un poderoso ejército inglés y su inmediata marcha hacia la península animaron al conde gallego a romper el pacto y a lanzarse a una carrera de enfrentamientos y luchas contra los trastamaristas gallegos con la firme idea de someterlos. Su empuje espectacular le granjeó una serie de victorias decisivas que lo convirtieron en amo de Galicia. Las excepciones fueron Padrón, Allariz y Monterrey que resistieron bizarras la acometida petrista. Numerosas fortalezas y enclaves estratégicos se rindieron sin presentar batalla, tal es el caso llamativo de Juan Pérez de Noboa, que entregó el puente de Orense. Con Galicia prácticamente a raya se dirigió a Zamora, todavía leal a don Pedro, con dos determinaciones: 
- Interceptar al prior de San Juan que acudía en auxilio de los enriqueños gallegos.
- Socorrer Zamora y someter todos los territorios próximos a la ciudad.

Pacificadas las áreas de Astorga y León, en abril de 1367 lo vemos en la batalla de Nájera,[cita requerida] que obligó a huir a Enrique a Aragón.

## El fratricidio de Montiel
La fatídica hora para Fernando de Castro llegaría en la noche del 23 de marzo de 1369. Los hechos acaecidos ante los muros del castillo de la Estrella en los campos de Montiel (Ciudad Real) abrirán una ola de continuos levantamientos petristas desde Galicia bajo su mando. 
Quiso el destino que Pedro I tomara la errónea decisión de desplegar su ejército por los pueblos y aldeas aledaños al castillo de Montiel, fortaleza en la que él incluso se aposentó acompañado del Conde de Lemos y del fiel caballero, también del noroeste, Men Rodríguez de Sanabria: 

"E partió el rey don Enrique de Orgaz, e luego sopo cómo el rey don Pedro pasara por el campo de Calatrava, e que era cerca de un logar e castillo de la orden de Santiago que dicen Montiel, e que la compaña que con él viniera era ésta: Ferrando de Castro, e los concejos de Sevilla, e de...".

Igualmente quiso un capricho del destino que fuera el propio Men Rodríguez, quien en secreto se había entrevistado con el bretón Du Guesclin, con la esperanza de llegar a un acuerdo favorable que permitiera al rey legítimo huir furtivamente del cerco que el ejército enriqueño le había puesto alrededor de la fortaleza, sin siquiera sospechar la traición que brotaba en la mente del mercenario francés. 
Los dos gallegos asistirán impotentes al asesinato de su rey en la tienda de campaña que ocupaba Bertrand du Guesclin para después pasar al estatus de prisioneros. Pasó a la historia la frase de Du Guesclin, pronunciada cuando, en el momento de caer Pedro y su hermano Enrique al suelo enzarzados, colocó a Pedro debajo, lo cual le facilitó a Enrique el acuchillarlo para después cortarle la cabeza:

"Ni quito ni pongo rey, pero ayudo a mi señor."

E tovolo e non lo dejó partir. E vino con el rey don Pedro esa noche Fernando de Castro, e Diego Gonçalez, fijo del maestre de Alcantara, e Men Rodriguez de Sanabria, e otros. E luego que alli llego el rey don Pedro, e tardava en la posada de mossen Beltran commo dicho avemos, sopolo el rey don Enrique que estaba ya aperçebido e armado de todas sus armas e el baçinete en la cabeça, esperando este fecho, e entro en la posada de mossen Beltran. E assi como llego el rey don Enrique, travo del rey don Pedro, e non lo conosçio, ca avia grand tiempo que non lo avia visto, e dizen que le dixo un cavallero de los de mossen Beltran: Catad que este es vuestro enemigo. E el rey don Enrique aun dubdava si era el, e dizen que dixo el rey don Pedro: - Yo so. Yo so. E estonçes el rey don Enrique conosçiolo e feriolo con una daga por la cara, e dizen que amos a dos, el rey don Pedro e el rey don Enrique, cayeron en tierra. E el rey don Enrique lo firio, estando en tierra, de otras feridas. E alli morio el rey don Pedro.....

La mala noticia correrá como la pólvora por todo el territorio, causando sentimientos y comportamientos contradictorios en las gentes según el lugar y su filiación. Muchas ciudades decidieron rendir vasallaje a reyes de otros reinos peninsulares, Galicia a Fernando I de Portugal. El monarca lusitano, ante la favorable situación y casi con las llaves de las ciudades galaicas en las manos, comenzará la ocupación de Galicia. En La Coruña lo aguardaba con los brazos abiertos Andeiro; en su camino, Tuy y Compostela tomarán su nombre con entusiasmo. 
Para desgracia de gallegos y portugueses, la fortuna le dio la espalda y en una prodigiosa ofensiva el joven rey castellano penetró profundamente en el reino portugués. Fernando I abandonó en seguida La Coruña dejando a Nuño Freire de Andrade (hermano de Fernán Pérez de Andrade) al frente de su defensa. Fue en el sitio de Guimarães donde Fernando de Castro pudo huir de su cautiverio. Haciendo uso de una treta pidió hablar con los sitiados, pudiendo entrar en el recinto amurallado. Allí arengó a los portugueses de tal manera que Enrique II de Castilla se vio en el deber de abandonar el lugar. Instalado en Portugal, recibió del monarca luso importantes concesiones territoriales, y se unió gustoso a la lucha entre las dos coronas.

## Los últimos estertores del petrismo
En esta tesitura cruzó el Miño y se hizo con un ejército de viejos petristas con el que hostigaría Galicia tomando dimensiones desproporcionadas. A Enrique no le quedó más remedio que enviar un numeroso contingente. En 1370 Pedro Manrique y don Pedro Ruiz Sarmiento, junto a las famosas y temidas Compañías Blancas, derrotaron al Conde de Lemos en la batalla de Porto de Bois (Palas de Rey, Lugo). Una vez más, y sirviendo de paralelismo, Araviana huyó al galope hacia Portugal. Allí permaneció curando sus heridas y preparando nuevas sublevaciones, hasta que la Paz de Santarem en marzo de 1371 obligó a Fernando I, entre otras cosas, a deportar a los furibundos petristas refugiados en su reino. Atrincherado en el castillo de Ourem, el de Castro se negó a volver a Castilla, pero tuvo que rendirse ante la evidencia de que ya todo estaba perdido y no merecía la pena continuar por este camino. La Bayona francesa, en manos inglesas, fue la tierra que lo acogió. 
Fernando Ruiz de Castro y Ponce de León, hijo de don Pedro Fernández de Castro «el de la Guerra», conde de Lemos, Trastámara, Castrogeriz y Sarria, señor de Cabrera y Rivera, alférez mayor del rey, pertiguero mayor de Compostela, adelantado mayor de Galicia, León y Asturias, buen caballero y guerrero destacado por su lealtad, fallecía en la Bayona francesa en 1377. En su tumba reza el mencionado epitafio: 

Aqui iace Don Fernando Ruiz de Castro, toda la lealtad de España.